# Ostrinotes tarena
Espèce
Ostrinotes tarena  est une espèce d'insectes lépidoptères (papillons) de la famille des Lycaenidae, de la sous-famille des Theclinae, de la tribu des Eumaeini et du genre Ostrinotes.

## Description
C'est un petit papillon au dessus est bleu et noir sur une très large partie des antérieures avec une queue fine à chaque aile postérieure..
Le revers est gris clair orné de d'une ligne parallèle à la marge et de deux gros ocelles rouges aux postérieures en position anale.

## Écologie et distribution
Ostrinotes tarena est présent au Brésil, en Guyane française et en Guyana.

## Systématique
L'espèce a été décrite par l'entomologiste anglais William Chapman Hewitson en 1874 sous le nom de Thecla terena.

### Synonymie
- Thecla tarena Hewitson, 1874
- Thecla ostrinus Druce, 1907[2]
- Ostrinotes ostrinus Faynel, Brévignon & Johnson, 2003 [3].

### Nom vernaculaire
Ostrinotes tarena se nomme Tarena Hairstreak en anglais.

## Ostrinotes tarenaet l'Homme

### Protection
Pas de statut de protection particulier.